# Myrina subornata
Myrina subornata är en fjärilsart som beskrevs av Percy I. Lathy 1903. Myrina subornata ingår i släktet Myrina och familjen juvelvingar. Inga underarter finns listade i Catalogue of Life.

## Bildgalleri

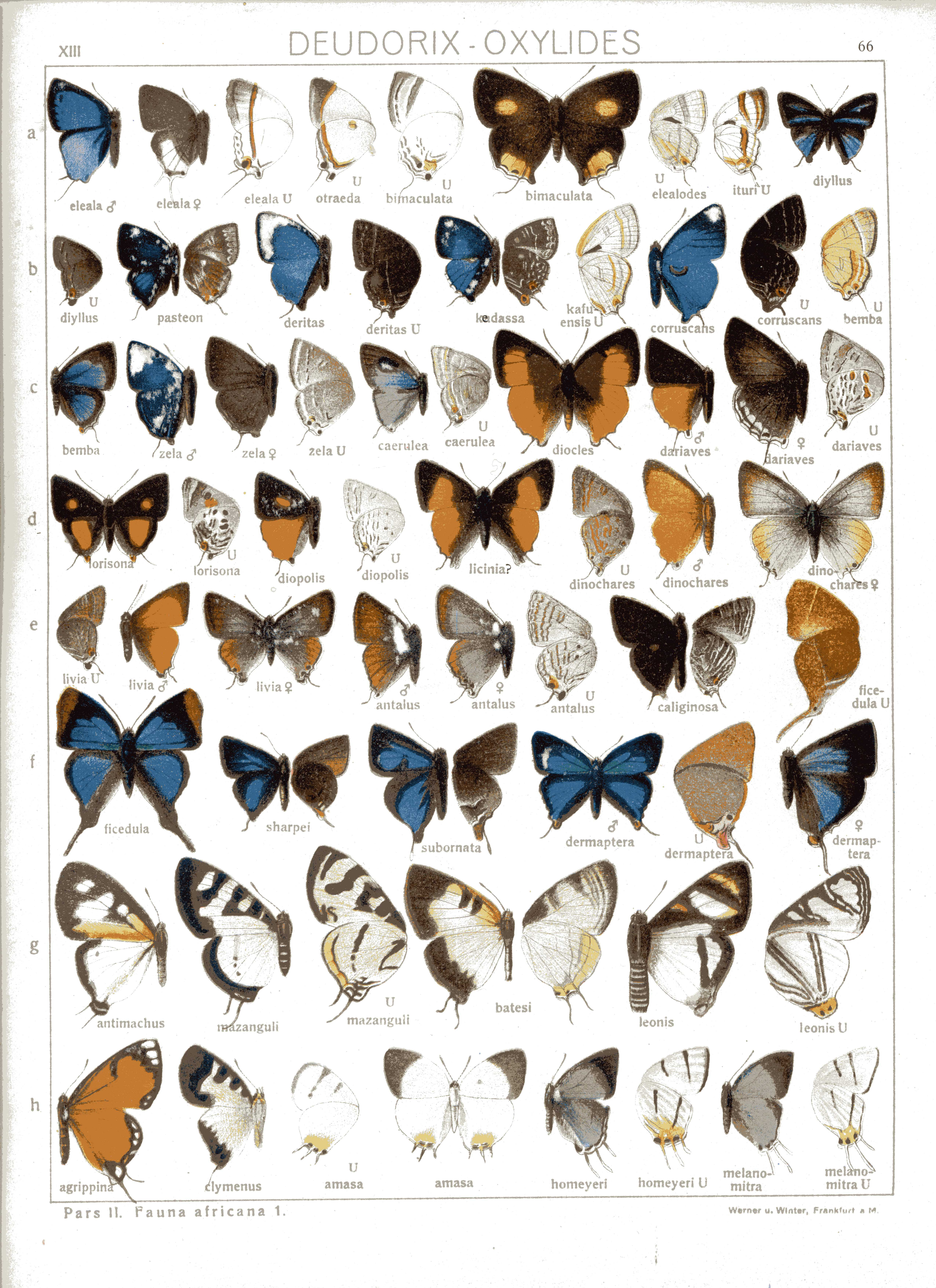